# ヤクブ・ベクの乱

カシュガル王国
ヤクブ・ベク王国
يەتتىشەر دۆلەتى

ヤクブ・ベクの乱（ヤクブ・ベクのらん）は、清末の1860年代から1870年代にかけての、東トルキスタン（現在の新疆ウイグル自治区）をめぐる戦乱。ムスリムの蜂起の結果、ヤクブ・ベクによって東トルキスタンは統一されたが、最終的に清の左宗棠に敗れ、その死によって崩壊した

## 前史・背景

### 清による東トルキスタンの併合
ジュンガルと清朝の東トルキスタンの覇権を巡る戦争は1690年から1759年まで続いた。1755年、清の乾隆帝は先々代康熙帝のジュンガル討伐政策を踏襲し、モンゴル軍と満州軍を動員して侵攻を開始する。1757年2月に乾隆帝はオイラート人の掃滅（絶滅）命令を発し、非戦闘員も全て捕獲、男性は殺害、婦女子はハルハ部に与えられた。1759年、清はジュンガルを平定しジュンガル旧領の天山山脈北部を接収した。この時、兆恵（ジャオフイ）とフデ（富徳）の二人の将軍は各8000の兵でイリ地方の掃討戦を行う。「囲猟」すなわち山狩りによって、オイラート人は壊滅した。
清朝は1760年以降イリ地方などへ強制移住（入植）を数度にわたって行い、1764年には満洲のシベ族兵士が新疆辺境守備を命じられ移住した。

### 清朝統治下のムスリム社会
清朝政府は、1762年、天山山脈北部にイリ将軍府を設置し、旗人による軍政を敷いた。主にウイグル族の住むこの地域はイリ将軍統治下の回部として、藩部の一部となり、「ムスリムの土地」を意味する「回疆」もしくは「新しい土地」を意味する「新疆」と呼ばれた。一方、ムスリム社会の末端行政には、在地の有力者に官職を与え、自治を行わせる「ベグ官人制」が敷かれ、在地の社会構造がそのまま温存された。このベグ官人制は1884年の新疆省まで存続した。こうしたベグ制度の復活については、「柔構造的支配」の現れとして、清朝が満洲人による政府であり、漢化しながらも漢民族ではない「異民族」として自らを意識したうえで、チベット・モンゴル・ウイグル（新疆) との間に「多重文明圏」を形成し、華夷秩序に基づく支配構造ではなく、むしろ対等な文明共存関係であり、「柔構造」を有していたもされる。
東トルキスタンが清朝の支配下にはいって1世紀がたった1860年代の段階で、東トルキスタンは三つの路に分かれて統治されていた。
- 天山北路はイリ地方を管轄。
- 天山南路は8都市を管轄 (西のホータン、ヤルカンド、イェンギサール、カシュガル、東のウシュトゥルファン、アクス、クチャ、カラシャール)。
- 東路はウルムチ周辺を管轄。

イリ将軍は恵遠城に駐箚し、3路の軍を統括していた。さらに天山北路の民政を直接担当し、天山南路の民政も地元のベグを通じて行っていた。しかし東路の民政に関しては甘粛省の管轄下にあった。

### ジャハーンギール・ホージャの乱
しかし、1820年には、コーカンド・ハン国のジャハーンギールが、清朝による統治に反発し、ホージャ復活を訴え、反乱を起こす。ホージャとはスーフィーのナクシュバンディー教団に由来し、17世紀頃から東トルキスタン地域のウイグル人の指導者の称号で、ジャハーンギールはアク・タグルク (アク・タク、アーファーキーヤとも。白山党）のホージャであった。
清朝は、コーカンド・ハン国と交渉し、ジャハーンギールの幽閉に成功するが、のち脱出し、カシュガルに入り、活動を行う。ジャハーンギールは支持者とともにカシュガル、ヤルカンド、イェンギサール、ホータンを占領する。清はイリ将軍の長齢（チャンリン）、陝甘総督の楊遇春、山東巡撫ウルンガ（武隆阿）、拡粛提督の斉慎に鎮圧を命じ、1827年のアクスでの戦いでジャハーンギール軍は敗北し、1828年にジャハーンギール・ホージャは捕えられ、北京で道光帝によって処刑された。
1852年、ジャハーンギールの子ワリー・ハンがカシュガルに侵入し、1857年には同地の占領に成功する。なお、ワリー・ハンはドイツの探検家アドルフ・シュラーギントヴァイトを清のスパイとみなして処刑したことでも知られる。
こうしたアク・タグルク（白山党）の反乱をうけて、清は東トルキスタン地域に軍5万を駐屯させ、九つの砦を築く。イリ駐屯軍の財政は、中央政府の助成に依存していたが、1840年からのアヘン戦争、1850年から1864年にかけて中国全土で広がった太平天国の乱、1856年のアロー戦争などのため、中央政府からの助成は見込めなくなり、イリ将軍府は現地からの税の増税を行うが、これが住民の不満をまねく。

### 雲南パンズェーの乱
1821年頃から雲南省では漢族と回民（漢人ムスリム）との対立が頻発していた。1855年には楚雄府石羊廠で、楚雄府署の官憲知府が回民から徴兵したのに反発した漢族が回民を襲撃し、さらにそれへの報復として回民兵が昆明郊外で漢族を虐殺、さらにそれへの報復として回民が昆明駐屯軍に虐殺された事件が起こる。この事件を受けて、各地のムスリムが蜂起していく。1856年には臨安府の回民が漢族自警団によって皆殺しにされた。矢野仁一や今谷明はこの雲南パンズェーの乱が西北ムスリム大反乱の先駆としてみなしている。

### 杜文秀の乱
1856年には杜文秀が大理など50余りの城市を陥落させると、清朝からの独立を目指して「スルターン・スレイマン」と名乗った。1860年には鶴慶、剣川、安寧を占領、翌年には保山、永勝、景東庁を陥落させ、雲南省の3分の2を占領した。雲南省の馬如龍は奪回戦を開始するが、鎮圧は容易ではなかった。
清軍が大理を奪回するのは、1872年で、この動乱で数十万の回民が虐殺されたといわれる。

### 西北ムスリム大反乱
1862年に陝西省と甘粛省で西北ムスリム大反乱 (回民蜂起) が発生する。漢族官憲による回族の弾圧、「洗回」と称して、平穏に過ごしていた回族市民らを虐殺したことが原因とされ、反乱は速やかに拡大した。漢族と回民との対立は雲南や大理での衝突以来、激化しており、涼州 (現在の甘粛省) の大靖
堡村の漢族が「洗回・屠回」と称して城中の回民の虐殺をはじめ、この「洗回」は周辺地域へ伝播していった。
ウイグル人・キルギス人・カザフ人のようなテュルク系民族も蜂起に参加したが、まず口火を切ったのは回族だった。

#### タルチ城攻撃
1863年3月17日、水定鎮近郊の三道河の回民200人がイリ地方の九つの砦の一つであるタルチ城（塔勒奇城）を攻撃した。彼らは武器を奪って守備兵を殺害したが、他の砦の軍によって破られ殺害された。翌年に再び反乱がおこった。これは3路で同時に発生し、イリ将軍の能力を超えたものであった。

#### クチャ陥落
1864年6月3日から4日にかけての夜にクチャの回民が蜂起し、テュルク系住民も加わった。清の砦は数日で陥落し、千人の漢人兵と150人のモンゴル兵が死亡した。東トルキスタンの他の都市とは違い、町の外部ではなく内部に砦があったからである。回民とウイグル人の主導権争いの結果、蜂起には参加していなかったもののムスリムの共同体でスーフィーとして権威をもっていたラシッディーン・ホージャを指導者に選出した。彼は3年にわたって東西に勢力を拡大し、タリム盆地全体に支配権を確立しようと試みたが、その企図はヤクブ・ベクによって阻まれることになる。

#### ウルムチ陥落
クチャの蜂起の3週間後に東路でも蜂起が発生した。1864年（同治3年）6月26日にウルムチの回族の兵士が反乱を起こした。指導者は、甘粛省出身でスーフィズムの一派であるジャフリーヤの指導者（アホン）の妥明と、回民に好意的であった参将の索煥章であった。都市の大部分は破壊され、清の要塞は包囲された。蜂起軍は西へ向かい、サンジに入り、9月16日にマナスを陥落させ、29日にウスを陥落させた。続いて10月3日にウルムチの要塞が落ちた。清の守将は火薬庫を爆発させて自殺した。妥明は清真王と称した。
ここでの蜂起の主力はウイグル族のタランチであった。タランチは元々、ジュンガルがタリム盆地周辺のオアシス住民をイリに移住させ、農耕に従事させた入植民である。タランチ集団はのちにロシアがイリを占領後、1881年に清朝へ同地域が返還される際、報復をおそれロシア領へ移住している。

#### ヤルカンド
満州人が自分たちを殺害しようとしていることを察知したヤルカンドの回族の兵士たちは、1864年6月26日に蜂起した。街の外部にあった清の砦に対する最初の攻撃は失敗したが、2千人の清の兵士たちが死亡した。午前中に蜂起軍は市内に入り、7千人の漢人が殺害された。回族の兵士の数はわずかであったが、多くのテュルク系住民が参加した。彼らは形式上の指導者にカーブルの名家の出身であるグラーム・フセインを選んだ。

#### グルジャ蜂起
初秋には天山北路のイリ盆地でもマナスとウスの陥落の報を受けて、弾圧を受けることを恐れた回民たちが蜂起した。イリ将軍の常清は地元の住民から腐敗した圧政者として憎まれていたが、ウスの陥落後に解任されて明緒に代わった。明緒は回民と交渉しようとしたが徒労に終わった。11月10日に商業の中心地であるグルジャと軍事・政治の中心地の恵遠城の両方で蜂起があり、ウイグル人も加わった。やがてムスリムのカザフ人とキルギス人も加わる一方で、仏教徒のカルムイク人とシベ族は清朝の側についた。グルジャは回民とウイグル人の手に落ちたが、恵遠城の清軍は12日に渡る市街戦の末に蜂起軍を撃退した。漢人たちは清軍の勝利を見て、清軍に協力するようになった。しかし清軍の反撃は失敗し、大砲を奪われ、明緒はかろうじて捕縛を免れた。アクスとウスの陥落で恵遠城の清軍は孤立し、明緒が北京と連絡を取るにはロシアを経由せざるを得なかった。恵遠城の清軍は12月12日の攻撃を撃退することに成功したが、反乱はジュンガリアの北部に広がった。カザフ人たちはかつてこの地を支配していたカルムイク人に復讐を遂げた。

#### チョチェク

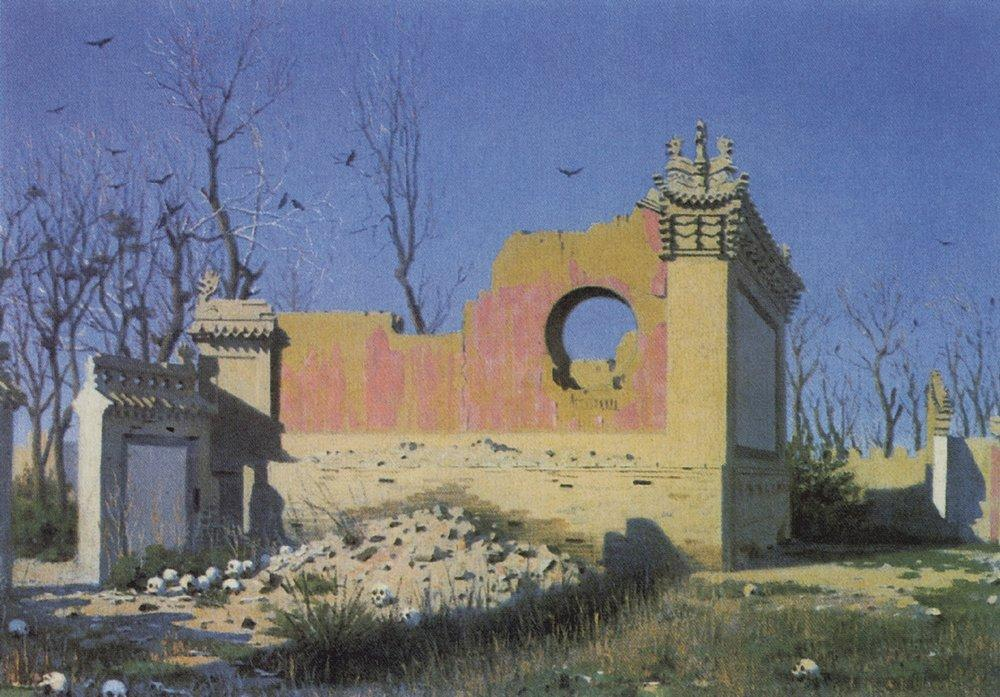
破壊されたチョチェクの劇場

1865年正月、タルバガタイ地区の回民指導者たちは相互の平和を誓うためにチョチェクのモスクに清の役人とカルムイクの貴族たちを招待した。しかし彼らがモスクに到着すると、回民たちは武器庫を占拠して彼らを殺害した。2日間の戦闘の後、ムスリムがチョチェクの支配権を確立し、清軍の要塞は包囲された。しかし、カルムイク人の支援で清軍は秋までにタルバガタイ地区を奪回し、回民たちは逆にモスクに閉じ込められた。戦闘の結果、チョチェクは完全に破壊され、住民は難民となった。

#### 清とロシア
清朝は反乱の鎮圧のためにロシア帝国に援助を求めた。しかしロシアの態度は曖昧だった。駐清公使のウランガリは要請を完全に拒絶することは露清関係に悪影響をもたらすと報告した。一方で中央アジアに駐屯する将軍たちはもし蜂起が成功してムスリム国家が成立した場合、清を援助することは新たな隣国との関係によくないと考えた。結局、ロシアは清軍のシベリア通過と恵遠城の守備隊への穀物の売却を認めたが、それ以上の援助は行わないと決定した。ロシアにとっての最優先事項は清との国境を維持し、反乱がロシア国内に波及することを防ぐことにあった。
1865年2月、セミレチエ州駐屯軍のゲラシム・コラパコフスキーは攻撃は最大の防御と考え、国境を越えて東トルキスタンを植民地とすべきと主張したが、外務大臣のアレクサンドル・ゴルチャコフはそのような違反行為を行えば清が反乱を回復した際に悪影響を及ぼすとして却下した。
その間、清軍にとって情勢は悪化していった。1865年4月、恵寧城が蜂起軍の手に落ち、満州人・シベ族・エヴェンキからなる8千人の守備隊は虐殺された。恵遠城の大部分は1866年1月8日までに蜂起軍の手に落ちた。食糧が尽きた明緒は降伏を申し出た。明緒は銀と茶を供出することで、生命と清朝への忠誠の維持の保障を得ようとした。しかし蜂起軍はムスリムへの忠誠を要求したため、明緒は交渉を打ち切らざるを得なかった。3月3日、城砦に蜂起軍が侵入し、明緒は邸宅を爆破して家族や部下とともに自殺した。こうしてイリ地方は清朝の手から離れた。

## ヤクブ・ベクの登場

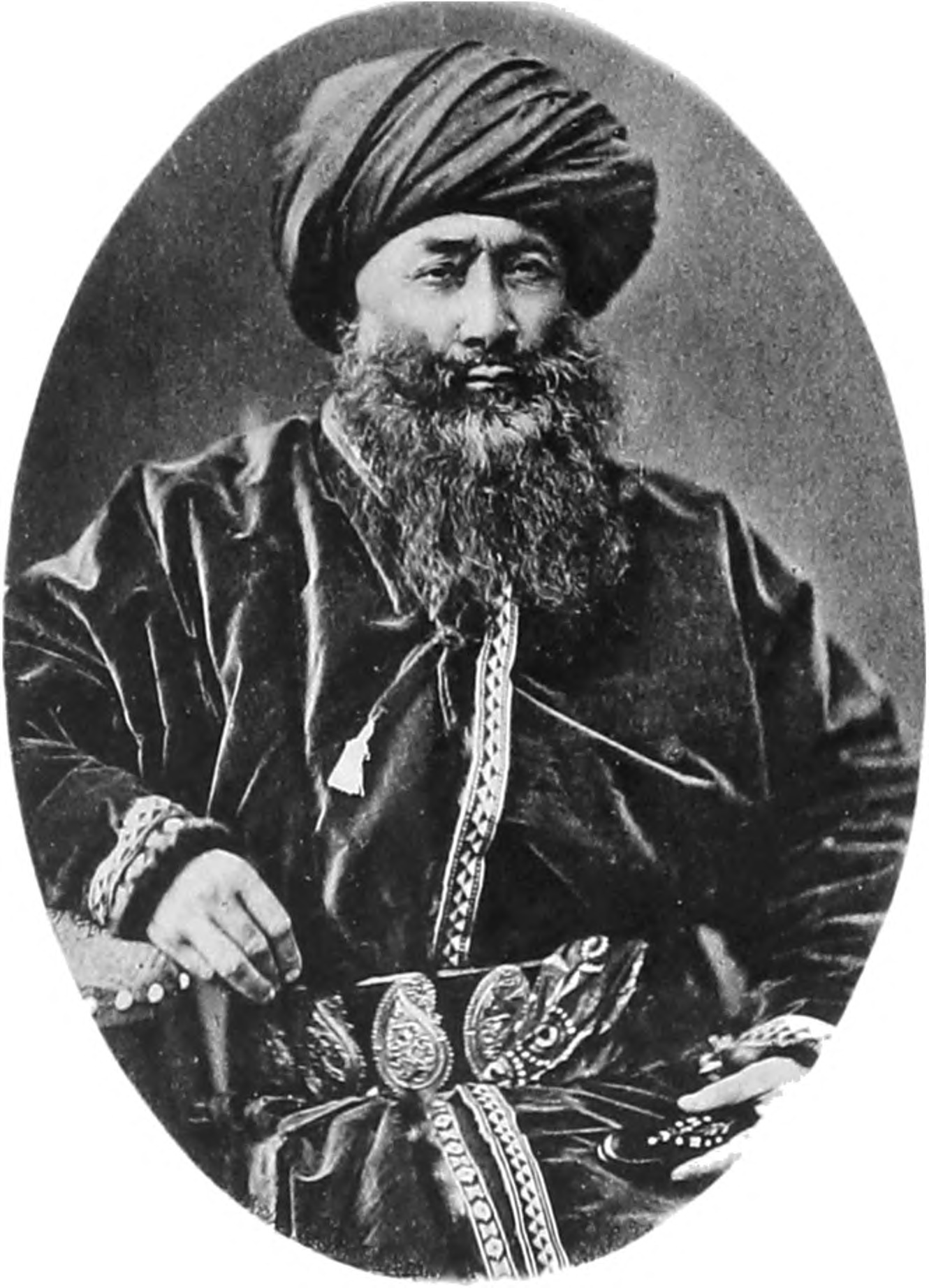
ヤクブ・ベク

### シディク・ベク
1864年夏、カシュガルでもムスリムの蜂起が起き、キルギス人のシディク・ベクが回民の金相印と連携して王を称した。だが、蜂起は他の地域ほどには成功しなかった。シディク・ベクはイェンギサールを攻略することができなかったし、カシュガル城内も清の協力者であるクトルク・ベクに押さえられていた。1865年になると地域の制圧ができない状況に対し、キルギス人と回民はコーカンド・ハン国の支配者であるアリム・クリーに物心両面での援助を求めた。精神的な援助はブズルグ・ホージャによってもたらされた。彼はカシュガルの人々の宗教的な権威である白山党（アーファーキーヤ）のホージャであり、ジャハーンギール・ホージャの息子、ワリー・ハンの弟であった。物質的な支援としてヤクブ・ベクがコーカンド・ハン国の兵とともに派遣された。
シディク・ベクと配下のキルギス人は既にカシュガルのムスリム地区を確保していたが、ブズルク・ホージャとヤクブ・ベクが到着するとクーデターによりその支配は打ち砕かれた。1865年3月にシディク・ベクは7千の兵でカシュガルを襲撃したが、ヤクブ・ベクはわずか百名の騎兵で夜襲をかけて撃退した。シディク・ベクの勢力を傘下に収めて勢力を拡大し、4月11日にイェンギサールを陥落させ、さらにシディク・ベクの残党を東トルキスタンから放逐した。

### ヤクブ・ベク政権
こうしてヤクブ・ベク政権が成立した。1865年4月下旬、ヤルカンドを攻撃したが失敗し、引き返す途中にクチャのラシッディーン・ホージャの軍に遭遇し大敗した。ヤクブ・ベクは軍を整え、清軍が守るカシュガル漢城を攻撃した。9月1日、カシュガル弁事大臣の奎英（クイイン）は自殺し、守備の何歩雲は投降し、投降した者はイスラム教への改宗を余儀なくされた。また1865年5月、タシケントに攻め込んできたロシア軍との戦いでアリム・クリーは命を落とし、9月までに約7千の兵が国境を越えてカシュガルに逃れヤクブ・ベクに合流した。それによって勢力が増大したヤクブ・ベクはカシュガルとホータンを占領した。この時ブズルク・ホージャはヤクブ・ベクを排除しようとしたが、逆にヤクブ・ベクに追放されてしまった。さらにヤクブ・ベクはラシッディーン・ホージャの勢力を打ち破り、アクスを占領し、クチャ以外の天山南路を支配下に置いた。

### ヤクブ・ベク政権の成立
1867年、ヤクブ・ベクはバダウレト・ハンと名乗って名実ともに支配者となり、5月にはクチャとコルラを征服して天山南路を統一し、シャリーアに基づく統治を開始した。ブハラ・ハン国はアタリク・ガジ（信仰の守護者）の称号を与えた。

### ロシアとイギリスとの関係
19世紀の半ば、中央アジアへの進出をめぐって大英帝国とロシア帝国との「グレート・ゲーム」が展開されていた。イギリスは1849年にはインド防衛のためにパンジャブ地方に進出し、ロシア帝国は1853年にシルダリヤに進出していた。
1868年、イギリスが特使を派遣してヤクブ・ベク政権を承認し、以後ヤクブ・ベクはイギリスから武器供給を受ける。イギリスとしては東トルキスタンをロシアとインドとの緩衝地帯にしようとしたのである。1870年、イギリスに遅れてロシアもヤクブ・ベク政権を承認した。
1870年には装備を整えたヤクブ・ベク軍はトゥルファンを攻略して東トルキスタン北部と河西回廊の連絡を断ち、白彦虎率いる陝西省・甘粛省の回民蜂起軍の残党を吸収して、勢力を増していった。1871年末までに妥明軍を破ってウルムチ・マナス・ピチャンを占領した。そのため同年にはロシアがイリ地方への進駐に踏み切った。
ヤクブ・ベク政権とロシアの関係は良好で、1872年には通商条約を締結して貿易を開始した。1874年にはイギリスも通商条約を結んで、大使を交換している。さらにオスマン帝国のスルタンのアブデュルアズィズからアミールに封ぜられ、軍事教官の派遣を受けた。

## 清朝の反応

### 新疆遠征までの経過

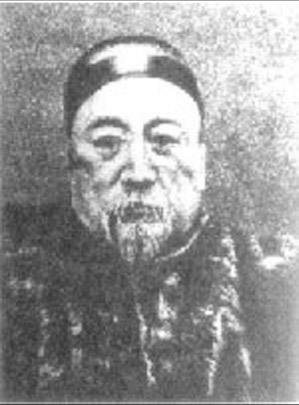
左宗棠

1872年7月、清朝の内部では依然としてヤクブ・ベクの対応について争議がなされていた。主戦派である陝甘総督左宗棠は“事は国の大事および外国との関係にかかわり、適当にではなく徹底的に解決する必要がある”と主張し受け入られ、兵を率いて蘭州に進駐し新疆（東トルキスタン）討伐への準備を開始した。
左宗棠は戦略的な準備工作を丹念に行い、「緩進急戦」と呼ばれる戦略をとった。「緩進」とは1年半の時間かけて屯田を行い兵糧を蓄え、同時に軍の整頓を行うことで、西征の参加を躊躇する者は給料支給の上で本籍へ送還され、志願兵のみが残った結果士気が高い精鋭軍ができ上がった。「急戦」とは当時貧しい国庫の状態を考慮し、戦闘が開始次第に速戦即決を努め1年半以内の時間で全勝を収める作戦である。
左宗棠は軍費を白銀8百万両程度と見積もったが、余裕を持たせ朝廷に1千万両を求めた。当時の財政大臣であった沈葆楨は地方からこの費用を集めようとしたが、これでは時間がかかる上に全額集まるどうかも怪しいのは目に見えていた。しかし軍機大臣の文祥（ウェンシャン）が同治帝及び摂政である西太后に陳情し、皇帝の支持を受け国庫から5百万両が捻出され、また諸外国から5百万両を借款する承認を賜り、1千万両の軍資金をまかなうことができた。
また大英帝国及びロシア帝国から新式の武器の供給を受けていたヤクブ・ベク軍に対抗するため、左宗棠は蘭州に武器製造廠である「蘭州製造局」を設立した。彼は広州や浙江から武器製造のエキスパートや職人を招き、外国の技術を取り入れ新式の武器の製造に成功した。それと同時に、左宗棠は蘭州に「甘粛紡織総局」を設立した。これは中国における最初の機械的な紡織工場である。
1874年、新疆出兵に対し朝廷内でまた争議が発生した。「海防派」と「塞防派」の海防・塞防論争である。李鴻章に代表される海防派は新疆を放棄し、資金を海防に回すことを主張、彼は乾隆帝の新疆平定から百数十年あまりの間、統治維持のために毎年数百万両の白銀が費やされていることを指摘し、国庫を空にして西征を行うよりもイギリス人の条件をのみ、ヤクブ・ベクの独立を認め朝貢させればよいと主張した。一方塞防派である左宗棠は、新疆を失えばかの地は必然的にイギリスかロシアの影響下に入り、中国は西北部の防御の要を失いかえってもっと多くの兵力を西北防御に費やすことになり、新疆を失えば国威が衰え、民心を失い、諸外国はつけあがるゆえかえって海防に支障をきたすことになるだろうと主張した上奏文を1875年に提出した。結果、左宗棠と同様な見解を持っていた軍機大臣文祥の支持もあり、光緒帝及び摂政西太后は左宗棠に同意した。左宗棠は欽差大臣に任命され、金順を副将に、新疆討伐が決まった。

### 北部での戦い

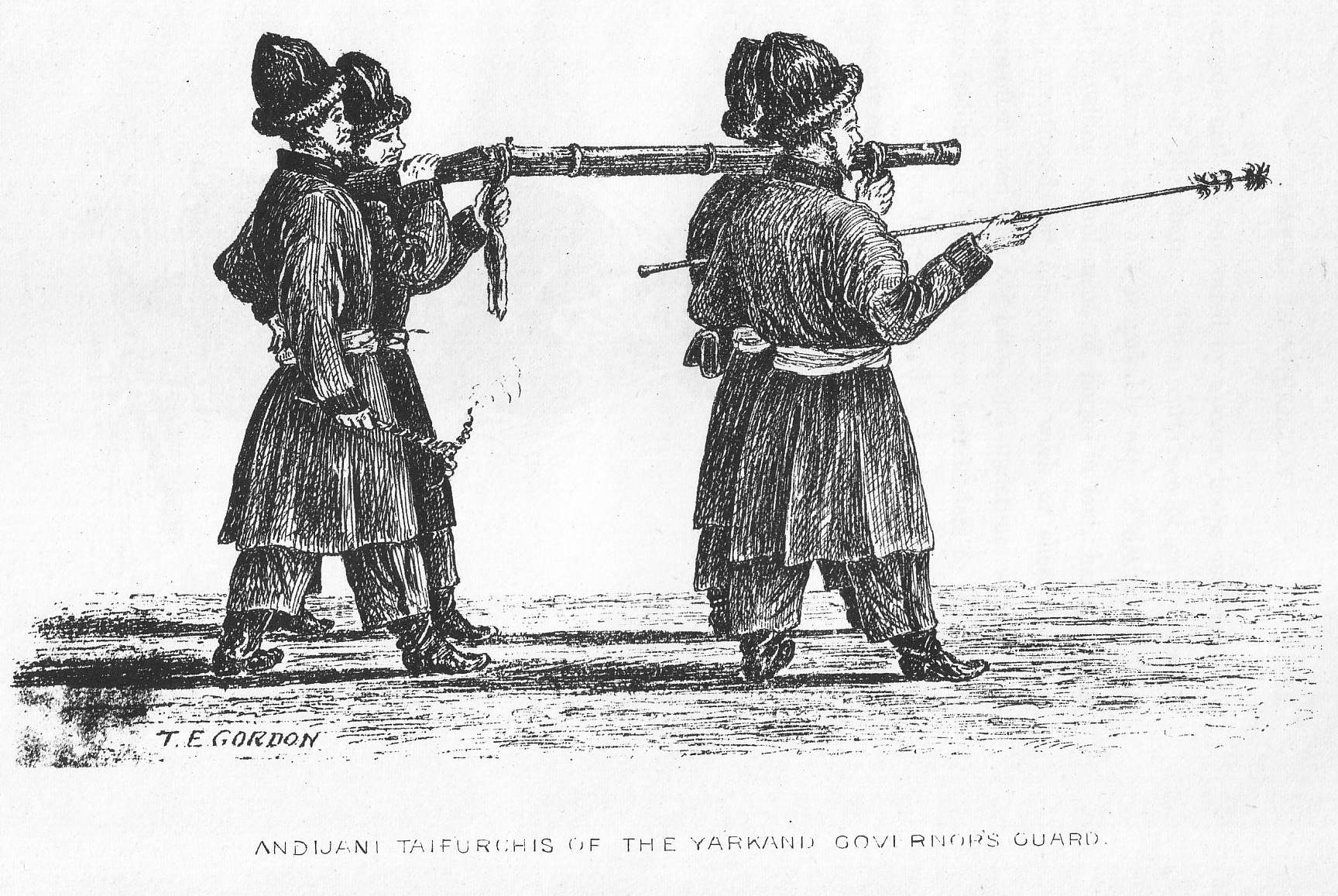
ヤクブ・ベク軍の射撃訓練

1876年4月の出兵時には、先鋒部隊を率いる張曜にクムル（ハミ）で糧食を集めさせていた。左宗棠の指揮する軍として劉錦棠の湘軍25営、張曜軍14営、徐占彪の蜀軍5営があり、これに東トルキスタンの各拠点の清軍を併せることで、歩兵・騎兵・砲兵合わせて150営、総数8万人となった。左宗棠は粛州（現在の酒泉）にいて、劉錦棠と金順に二手に分かれるように命じた。劉錦棠は北路を行き、金順は南路を行き、クムルで合流することとなった。劉錦棠軍が先にクムルに入り、ウルムチ近郊のジムサルを占領した。
ヤクブ・ベクは清軍の進攻を聞き、馬人得・馬明・白彦虎らをウルムチなど東トルキスタンの要地に配備した。主力の2万人はトゥルファンとトクスンにあり、ヤクブ・ベクはトクスンで督戦に当たった。
8月上旬、劉錦棠軍と金順軍はウルムチの北の要地の米泉を包囲した。17日、大砲で城壁を破壊した後、城内に入り、数日の激戦の後に制圧した。そしてそのまま勝ちに乗じてウルムチを占拠した。ヤクブ・ベク軍の白彦虎はトクスンに逃れた。金順はそのまま西進したが、サンジ・シャヒリとフトビとマナス北城の守備兵は戦わずして退却した。金順はマナス南城を攻めたが落とすことができなかったため、劉錦棠とイリ将軍栄全の援軍が到着した。その結果、11月6日に陥落させ、東路と天山北路は清朝の支配下に入った。

### 南部での戦い

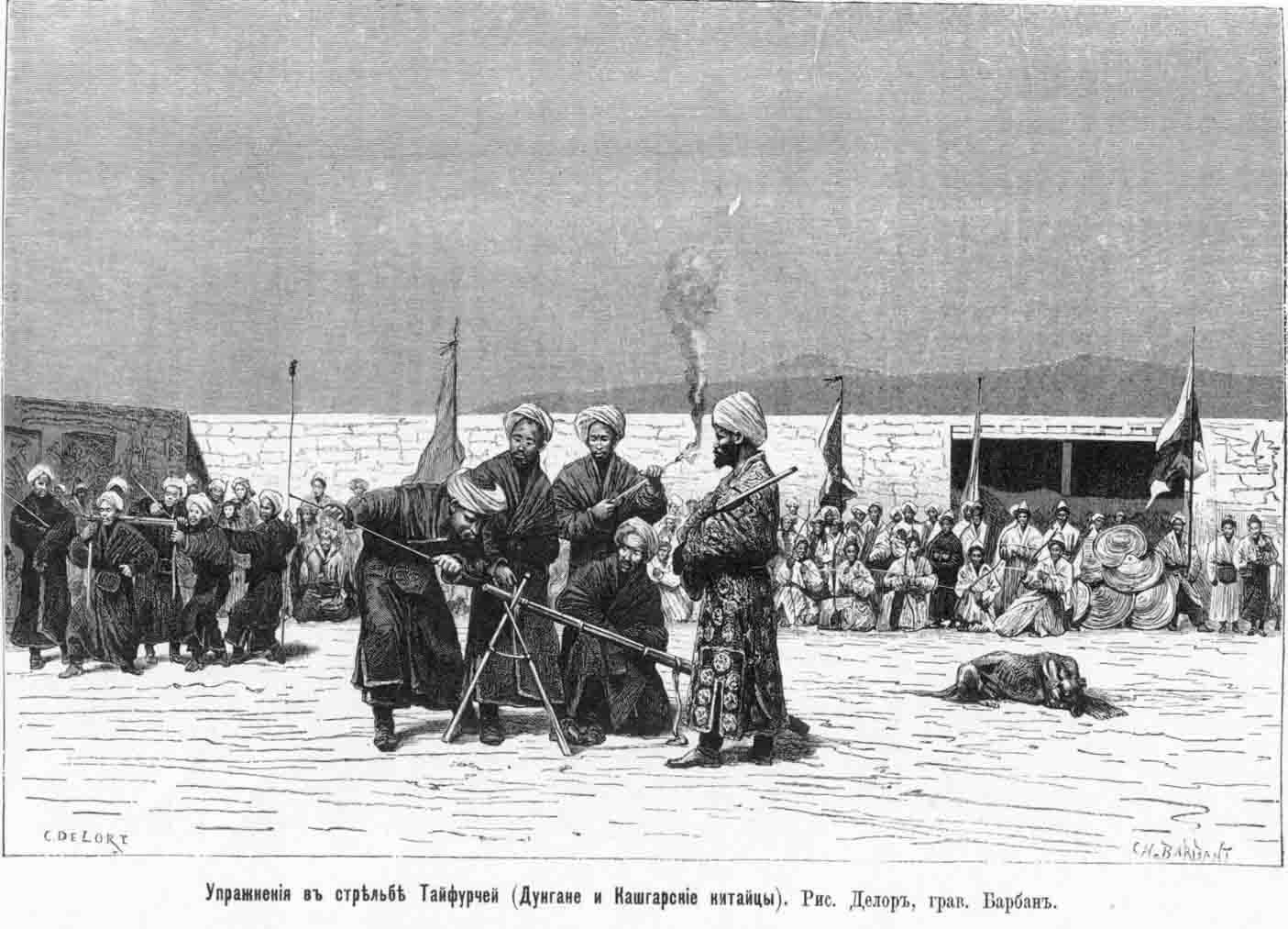
ヤクブ・ベク軍の射撃訓練

1877年4月14日、清軍は数箇月の休息の後、天山南路に向けて進軍を開始した。劉錦棠軍はウルムチを南下し、16日には達坂城を包囲した。18日に城外に砲台を築き、翌日から攻撃を開始した。ヤクブ・ベク軍は突破を図ったが失敗し、投降した。
同時に張曜軍と徐占彪軍がトゥルファンに迫った。4月26日、劉錦棠軍はトクスンを占領した。ヤクブ・ベクはカラシャールに逃れ、子にコルラを守らせた。その後、張曜軍と徐占彪軍は羅長祐の湘軍と協力してトゥルファンを陥れた。この時、天山南路ではヤクブ・ベクの統治への不満が増大しており、ヤクブ・ベクは大勢は去ったとして自殺した。毒殺されたとの説もある。ヤクブ・ベクの死後は白彦虎とヤクブ・ベクの長子のベク・クーリ・ベクが抵抗を継続した。
この時、李鴻章らの働きかけで、軍費がかかるので兵を休めさせよとの勅令が下ったが、左宗棠は戦争の継続を説いた。西太后は左宗棠の論に納得し、戦争は継続されることとなった。またこの頃露土戦争が発生しており、金順はこの機に乗じてイリ地方を奪取すべきと提案したが、左宗棠の採るところとはならなかった。
9月、清軍は西進を開始し、カラシャールとコルラの守備兵は戦わずにクチャに退いた。10月18日、劉錦棠軍はクチャを攻略し、白彦虎は西に逃れた。24日にはアクスを、26日にはウシュトゥルファンを占領し、東の4城を手中におさめた。さらに西のヤルカンド、イェンギサール、ホータン、カシュガルの守備軍も恐れて内部から崩壊を始めた。ヤクブ・ベク軍に降伏していた前カシュガル守備の何歩雲は機に乗じて、満州人と漢人数百人を率いて漢人居住地区を占拠した。劉錦棠はこれを聞いて前進を始め、12月下旬までに西の4城を陥落させた。ベク・クーリ・ベクと白彦虎はロシアに逃れた。この時に白彦虎に従った回民の子孫が現在のドンガン人である。戦闘は終結し、山中のキルギス族も清軍に服属した。こうしてイリを除く東トルキスタンは再び清の征服するところとなった。

### イリ条約
イリ地方は、1871年以来ロシアの支配下にあり、その帰属が問題となっていた。1880年、左宗棠は新疆省の設置とイリ返還の交渉を提議した。提案は採用され、崇厚が全権大使としてロシアに派遣された。ロシアはイリ地方の割譲と賠償金の支払いと通商を要求し、崇厚はこの要求を受諾しリヴァディア条約を締結した。しかし、左宗棠はこれに反対し、西太后は崇厚を罪に問うた。代わって曽紀沢がロシアに派遣された、左宗棠はイリ方面に兵を動かしロシアに圧力をかけた。ロシアは露土戦争の直後であり戦争は避けたいというのが本音であったため、妥協することとなった。こうしてイリ条約が結ばれ、清はイリ地方の一部を回復し、賠償金も減額された。